# 40 acres et une mule
40 acres et une mule (40 acres and a mule) est une expression provenant de la promesse d'indemnisation écrite dans la Sherman's Special Field Orders, No. 15 faite aux esclaves afro-américains libérés juste avant la fin de la guerre de Sécession  en janvier 1865: 40 acres (16 hectares) de terre à cultiver et une mule pour traîner une charrue.  Les Orders furent révoqués en automne de la même année par le président Andrew Johnson, qui succéda à Abraham Lincoln après son assassinat.  

## Ordre spécial de terrain n° 15
Alors que l'armée du Nord commençait à saisir des biens dans sa guerre avec le Sud, le Congrès a adopté la loi de confiscation de 1861. Cette loi permettait à l'armée de saisir les biens des rebelles, y compris les terres et les esclaves. L’Ordre Spécial de Terrain n° 15 était une mesure de temps de guerre émise par le général William T. Sherman le 16 janvier 1865. L’Ordre attribuait des terres abandonnées ou confisquées le long de la côte sud-est des États-Unis aux familles afro-américaines nouvellement émancipées. En effet, au fur et à mesure que la guerre progressait, des camps de réfugiés noirs qui ont surgi autour de l'armée de l'Union. L’Ordre était considéré comme une solution temporaire afin de maintenir l’ordre et d’aider à soulager les besoins immédiats des personnes nouvellement émancipées.
Chaque famille devait recevoir 40 acres de terres cultivables et, dans certains cas, l’utilisation d’une mule militaire (pas mentionnée explicitement dans l’Ordre). Plus spécifiquement, l’Ordre prévoyait la confiscation de 400 000 acres (1 600 km2) de terres le long de la côte atlantique de la Caroline du Sud, de la Géorgie et de la Floride et leur division en parcelles d'au plus 40 acres (0,16 km2), sur lesquelles devaient être installées environ 18 000 familles autrefois réduites en esclavage et autres Noirs vivant alors dans la région. L'ordonnance stipulait que le transfert de terres devait prendre la forme d'un « titre de possession » (« possessory title ») dont le statut juridique exact n'était pas clair.  
L’Ordre a été mis en œuvre dans certaines parties de la Géorgie, de la Caroline du Sud et de la Floride, des milliers de familles afro-américaines ont reçu des terres et des ressources. Cependant, la politique a été de courte durée. Alors que les dynamiques politiques changeaient au cours des premières années de la Reconstruction, le président Andrew Johnson a annulé l’Ordre Spécial de Terrain n° 15 à l’automne 1865. En outre, les anciens propriétaires terriens ont souvent réussi à récupérer les terres confisquées par voie judiciaire. La décision de Président Johnson et le statut juridique ambigu des terres des ex-esclaves ont laissé de nombreux destinataires sans les parcelles de terres promises.

## Héritage et symbolisme
L’échec de tentatives à appliquer durablement à la fois l'ordre de Sherman et d'autres efforts visant à fournir aux esclaves émancipés « 40 acres et une mule » a été un événement marquant dans l'histoire troublée de l'acquisition de terres et de l'accumulation de richesses intergénérationnelles par la population afro-américaine aux États-Unis.
Malgré l’annulation de la politique, l’expression « 40 acres et une mule » a perduré en tant que symbole des promesses non tenues faites aux Afro-Américains pendant la Reconstruction. Elle représente les luttes plus vastes auxquelles étaient confrontées les personnes nouvellement émancipées alors qu’elles cherchaient à s’établir économiquement, socialement et politiquement dans une société toujours en proie à l’inégalité raciale et à la discrimination.  L'expression continue d'être utilisée à ce jour dans le cadre du débat en cours sur les réparations de l'esclavage.
La promesse non tenue de « 40 acres et une mule » a mis en lumière les défis auxquels étaient confrontées les communautés afro-américaines dans leur quête d’avancement économique et social pendant la Reconstruction et au-delà. Le manque d’accès à la terre et aux ressources a empêché bon nombre d’entre elles d’atteindre l’indépendance économique qui avait été envisagée avec des conséquences encore visibles aujourd'hui.
L’expression « 40 acres et une mule » s’est infiltrée dans divers aspects de la culture américaine, notamment la littérature, la musique et l’activisme. Elle évoque à la fois la résilience des communautés afro-américaines et sa lutte continue pour la justice.